# Villa del Bosco
Villa del Bosco (piemontiul: Vila dël Bòsch) település Olaszországban, Piemont régióban, Biella megyében. Lakosainak száma 309 fő (2023. január 1.). Villa del Bosco Lozzolo, Roasio, Sostegno és Curino községekkel határos.

## Népesség
A település lakossága az elmúlt években az alábbi módon változott:
| Lakosok száma | 359  | 344  | 309  |
|               | 2017 | 2018 | 2023 |